# El año de la liebre
El año de la liebre (cuyo título original en idioma finés es Jäniksen vuosi) es una novela escrita en 1975 por el escritor finlandés Arto Paasilinna. 
Se trata de la novela más representativa de dicho autor, habiendo sido traducida a numerosos idiomas, incluida por la UNESCO dentro de su Colección de Obras Representativas y llevada en dos ocasiones a la gran pantalla.
La obra es claro exponente del estilo particular de Paasilinna, que mezcla situaciones cómicas con un marcado amor por la naturaleza y que es conocido en los países nórdicos como humor ecologista.

## Resumen
El periodista Kaarlo Vatanen viaja junto a un compañero de regreso a Helsinki tras un reportaje cuando el coche atropella accidentalmente a una liebre. Vatanen desciende del vehículo para ocuparse del animal herido y a partir de ese momento ya no se separa más de él. Deja atrás su trabajo, su mujer y una vida que no le satisface para adentrarse en la naturaleza siempre en compañía de la liebre y vivir con ella una serie de extravagantes aventuras a lo largo de la geografía finlandesa.

## Traducciones[2]
- Portugués (Relógio D'Água, 2009)
- Búlgaro (Colibri Publishers)
- Estonio (Loomingu Raamatukogu), 1995
- Inglés (Peter Owen), 1995
- Español (Editiones de la Torre)
- Gallego (Rinoceronte Editora, 2018)
- Hebreo (Am Oved Publishers)
- Holandés (Arena), 1993
- Islandés (Mál og Menning)
- Italiano(Iperborea), 1994
- Japonés (Merkmal)
- Croata (A3DATA)
- Letón (Petergailis)
- Lituano (Tyto Alba)
- Noruego (Aschehoug)
- Francés (Denoël ), 1989
- Sueco (Brombergs)
- Alemán (Byblos), 1993
- Esloveno (Cancarjeva Zalozba)
- Danés (Anastasia), 1997
- Checo(Hejkal)
- Turco (Simavi Yayinlari)
- Ucraniano (Calvaria)
- Húngaro (Magvetö Könyvkiado)
- Ruso (Olga Morozova Publishers)

## Adaptaciones al cine
- Jäniksen vuosi, Finlandia 1977. Realizado por Risto Jarva.
- Le Lièvre de Vatanen, Francia-Bélgica-Bulgaria 2006. Realizado por Marc Rivière.